# Regulamento da Fórmula 1
O Regulamento da Fórmula 1 é estabelecido pela Federação Internacional do Automóvel (FIA) e a Fédération Internationale du Sport Automobile (FISA) desde 1950. O Regulamento possui 46 artigos e 7 anexos acerca da categoria automobilística. A edição mais recente é de 9 de março de 2013.

## Carro, Capacete e Número dos Pilotos[2]

### Carro
As equipes devem executar seus dois carros com essencialmente a mesmo evento de corrida ao longo da temporada e devem solicitar aprovação prévia para quaisquer mudanças importantes.
O nome ou emblema da equipe deve aparecer no nariz do carro. O nome do piloto também deve aparecer na carroceria externa do carro.
Para ajudar a distinguir entre os dois carros de uma equipe, as câmeras de bordo que se sentam em cima da estrutura principal de rolagem são coloridas de forma diferente. No primeiro carro, deve permanecer como é fornecido à equipe (preto) e no segundo carro deve ser predominantemente amarelo fluorescente.

### Número do Carro
Além disso, cada carro deve transportar o número do piloto para a corrida. Os números dos pilotos são permanentes e serão utilizados em toda a carreira de um piloto na Fórmula 1, com exceção do atual campeão mundial, a quem será dada a opção de usar o número 1.
Lista dos pilotos com números dos carros:

### Capacete

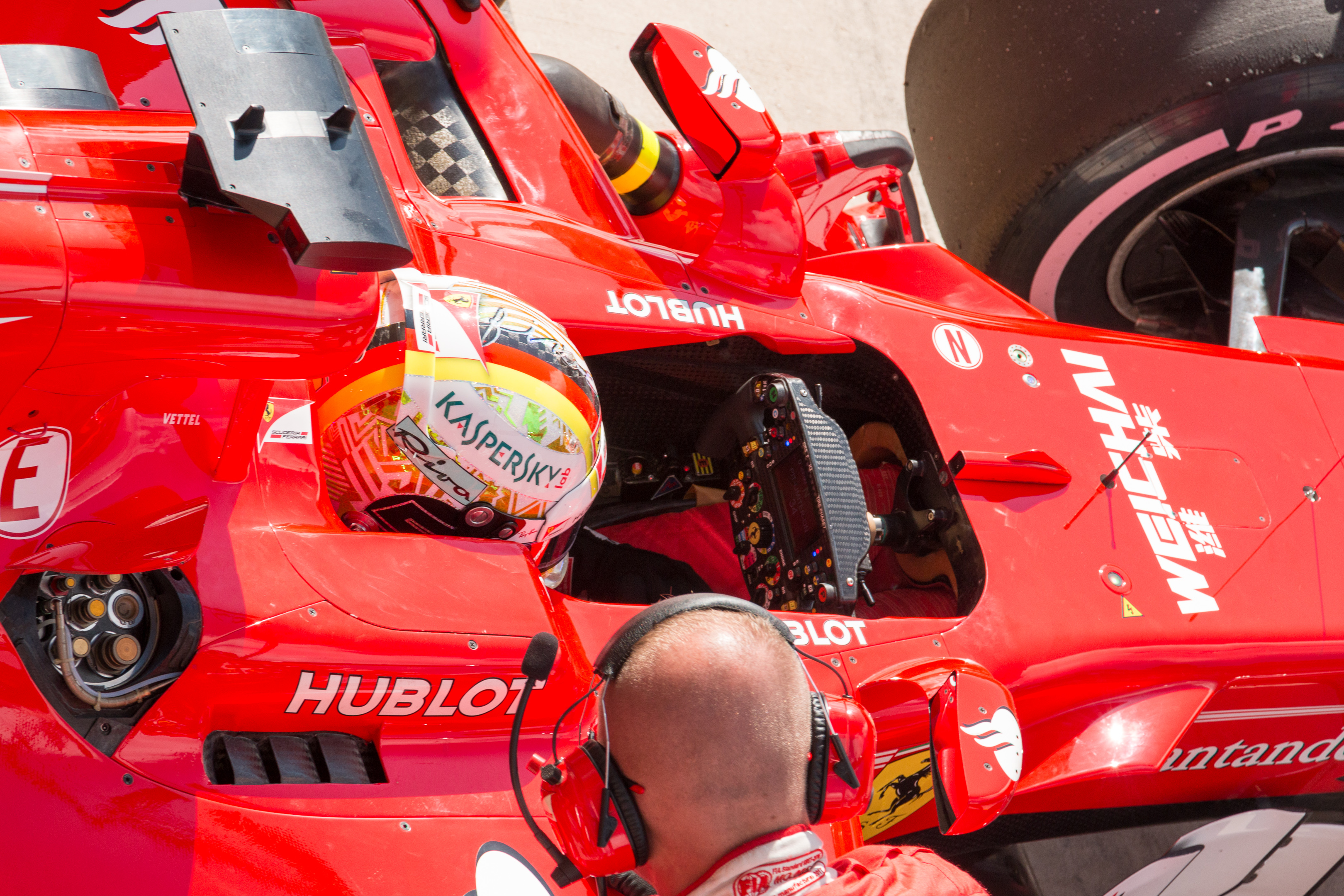
Capacete de Sebastian Vettel.